# Atractodes nigricoxus
Atractodes nigricoxus är en stekelart som beskrevs av Léon Abel Provancher 1882. Atractodes nigricoxus ingår i släktet Atractodes och familjen brokparasitsteklar. Inga underarter finns listade.